# 따앙족
따앙족(Ta'ang, 따앙어: တအာင်း 따앙, 중국어: 德昂族 더안쭈[*], 한자음: 덕양족) 혹은 팔라웅족(Palaung, 버마어: ပလောင် 뻘라웅)은 중국의 민족 중의 하나로 공인된 56개의 소수민족 중 46번째로 많은 민족이다. 산악민족의 하나로, 대부분 미얀마 샨주 북부의 팔라웅 자치구에 거주하고 중국 윈난성과 태국에도 소수의 인구가 있다. 오스트로아시아어족 계통의 따앙어(팔라웅어)로 말한다.
1963년부터 미얀마 중앙정부에 대항한 무장조직 따앙 민족해방군을 수립하였으며 1991년 4월 휴전협정이 맺어졌으나 반란 활동이 지속되고 있다.

## 문화
따앙족의 주거지는 대나무와 목조를 이용해 만들어진다. 대문은 항상 동쪽으로 열어두며 가족들은 보통 2층으로 된 하나의 집을 가진다. 1층은 외양간이나 헛간 등으로 사용하고 2층은 거주공간으로 사용한다.
여인들의 전통복장은 거주하는 지역마다 다르다. 보통 흑백의 짧은 상의와 서로 다른 색깔로 장신된 옷을 입는다. 하의는 붉은 색 계열이며 보통 바지의 형태로 입는다. 남자들은 파란 색이나 하얀 색의 짧고 폭이 넓은 상의를 입고 긴 바지를 입는다. 머리는 흑백의 수건으로 덮는다. 어떤 마을에서는 남자들이 몸에 호랑이나 새, 꽃과 문신을 하기도 한다.

## 언어
따앙어는 오스트로아시아어족의 뻘라웅어파에 속하며 같은 어파에 와족의 와어 등이 속한다. 카시어 등이 속하는 카시어파와 가까운 관계라는 학설이 있다.

## 종교
대부분의 따앙족은 불교를 믿는다.

## 같이 보기
- 중국의 민족
- 팔라웅 자치구